# フィリップ・シャープ
フィリップ・アレン・シャープ（Phillip Allen Sharp、1944年6月6日 - ）はアメリカ合衆国の遺伝学者、分子生物学者。「真核生物の遺伝子が連続的な線でなくイントロンを含み、これらのイントロンを削除するメッセンジャーRNAのスプライシングは同じDNAシーケンスから異なったタンパク質が作られるという、普通の異なった方法で作られる」という事実の発見により、1993年にリチャード・ロバーツと共にノーベル生理学・医学賞を受賞した。

## 経歴
アメリカ合衆国ケンタッキー州のファルマスにて生まれ、1969年にイリノイ大学大学院にてＤＮＡの構造の研究によって化学のPh.D.取得、その後1971年までカリフォルニア工科大学にて細菌プラスミドの構造の研究を行う。その後、コールド・スプリング・ハーバー研究所にてジェームズ・ワトソンの元で人の細胞の中での遺伝子発現について研究した。
1974年、マサチューセッツ工科大学への移籍をサルバドール・ルリアより提示され、現在も同大学の生物学教授である。また1978年にはウォルター・ギルバートと共にバイオジェンというバイオテクノロジー企業を起業し、1985年にはMITのがんセンター所長に就任した。
1964年に結婚し、三人の娘を持つ。

## 受賞歴
- 1980年 -  イーライリリー生物化学賞、米国科学アカデミー賞分子生物学部門
- 1986年 -  ガードナー国際賞
- 1988年 -  コロンビア大学からルイザ・グロス・ホロウィッツ賞
- 1991年 - ピッツバーグ大学からディクソン賞医学部門
- 1993年 - ノーベル生理学・医学賞
- 1999年 -  ベンジャミン・フランクリン・メダル
- 2004年 -  アメリカ国家科学賞